# Gipskarstlandschaft Questenberg
Koordinaten: 51° 30′ 8″ N, 11° 7′ 25″ O

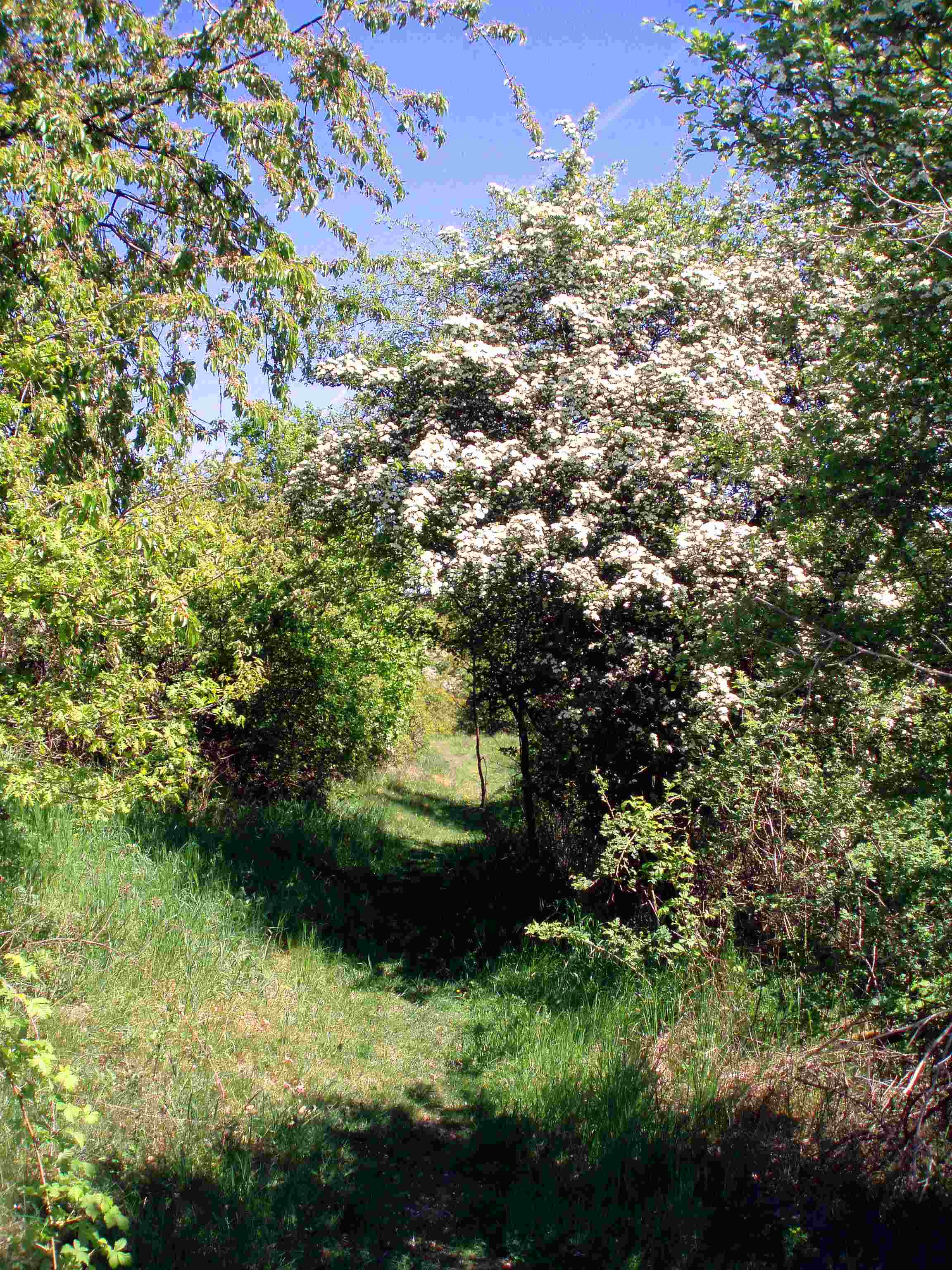
Karstwanderweg bei Questenberg

Die Gipskarstlandschaft Questenberg ist ein Naturschutzgebiet in den Gemeinden Südharz und Berga und der Stadt Sangerhausen im Landkreis Mansfeld-Südharz in Sachsen-Anhalt.

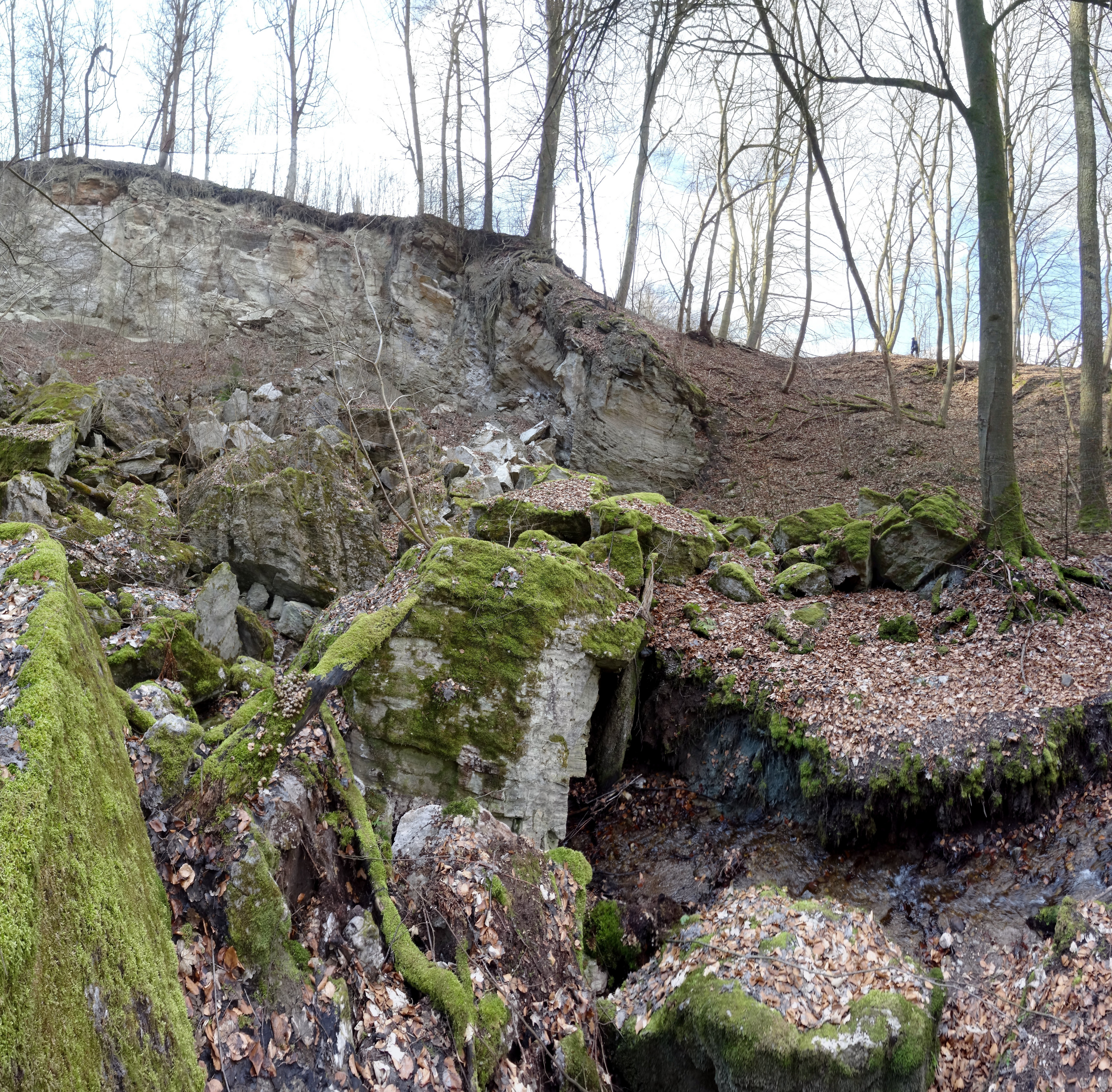
An der Dinsterbachschwinde

Das Naturschutzgebiet mit dem Kennzeichen NSG 0166 ist rund 3891 Hektar groß. Es ist Bestandteil des FFH-Gebietes „Buntsandstein- und Gipskarstlandschaft bei Questenberg im Südharz“ und größtenteils vom Landschaftsschutzgebiet „Harz und Vorländer“ umgeben. Das Gebiet steht seit 1996 unter Schutz (Datum der Verordnung: 26. Juni 1996). In ihm sind die 1961 ausgewiesenen Naturschutzgebiete „Bauerngraben“ und „Mooskammer“ aufgegangen. Zuständige untere Naturschutzbehörde ist der Landkreis Mansfeld-Südharz.

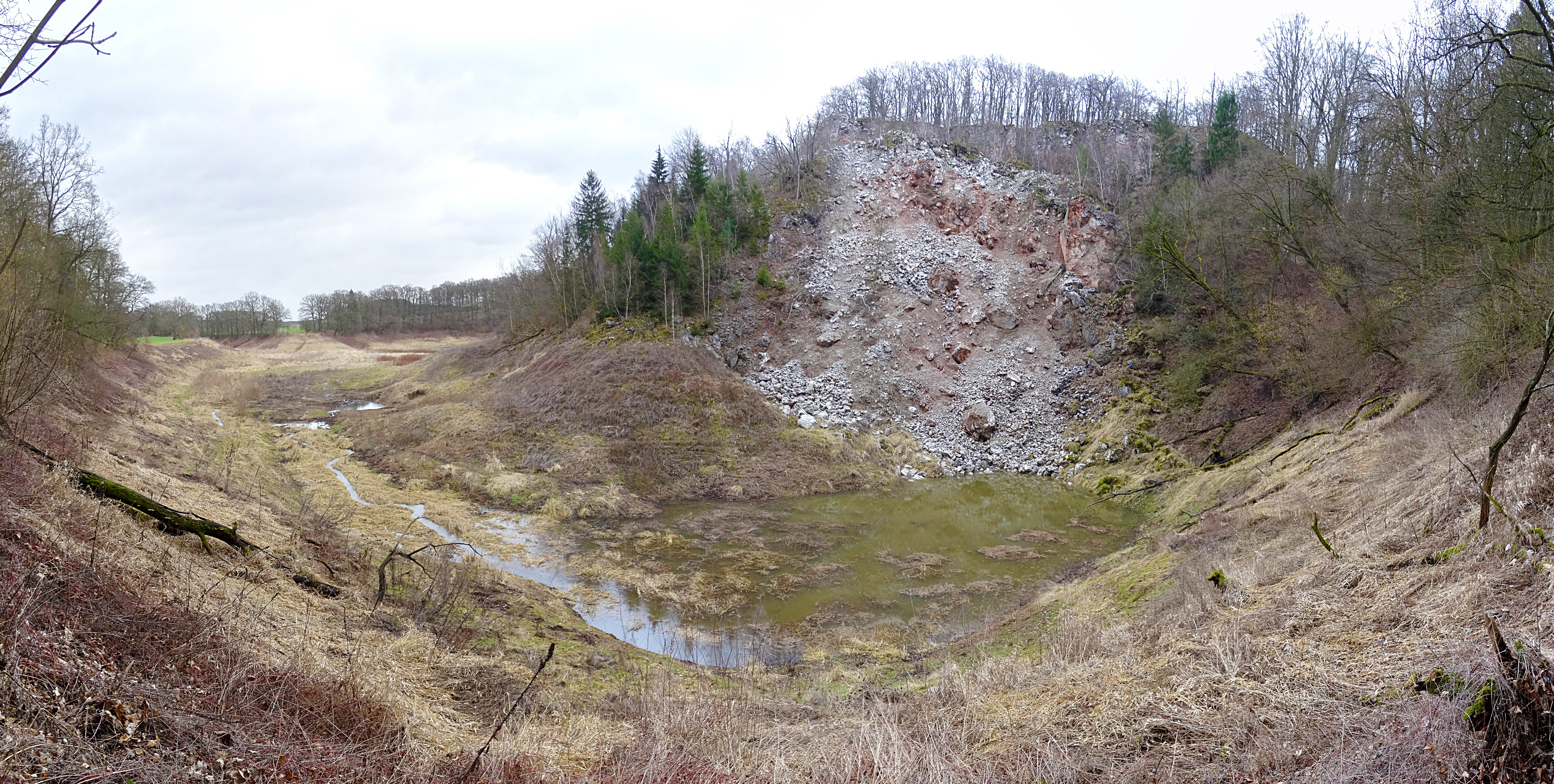
Bauerngraben

Das Naturschutzgebiet erstreckt sich entlang des Südharzer Zechsteingürtels zwischen Uftrungen, einem Ortsteil der Gemeinde Südharz im Westen und Wettelrode, einem Stadtteil von Sangerhausen im Osten. Es liegt vollständig im Biosphärenreservat Karstlandschaft Südharz und im Naturpark Harz/Sachsen-Anhalt. Es stellt einen Teil des Südharzer Zechsteingürtels mit ausgeprägten Karsterscheinungen, naturnahen Wäldern und alten Kupferschieferhalden unter Schutz. Zu den Karsterscheinungen im Naturschutzgebiet zählen Erdfälle, Dolinen, Ponore – wie Dinsterbachschwinde und Ankenbergschwinde – Karstquellen, versunkene Karstgewässer, die Durchbruchstäler der Nasse zwischen Questenberg und Wickerode, der Leine bei Großleinungen sowie weitere, heute meist vollständig trockene Durchbruchstäler und der südöstlich von Breitungen am Fuße des Wurmbergs liegende episodische See als größter episodischer Gipskarstsee Mitteldeutschlands. Der See liegt im Bauerngraben, einem rund 350 Meter langen und 100 Meter breiten Schwindenbecken. In ihn mündet von Norden der Glasebach. Auch aufgelassene Steinbrüche sind im Naturschutzgebiet zu finden.
Die Waldgesellschaften im Naturschutzgebiet werden von Buchen- und Eichenwäldern dominiert. So kommen Hainsimsen- und Waldmeister-Rotbuchenwälder, Seggen-Rotbuchenwald, artenarmer Karstbuchenwald sowie auf Südhängen wärmeliebender Waldlabkraut-Traubeneichen-Hainbuchenwald vor. Feuchte und schattige Hänge werden von Eschen-Bergahorn-Schluchtwald eingenommen. An Waldrandstandorten stocken Elsbeeren- und Färberginster-Eichenwald.
Auf in nördliche Richtungen exponierten Standorten sind Schotterfluren und Felsheiden zu finden, auf in südliche Richtungen exponierten Trockenstandorten Kreuzblümchen-Blaugras-Halbtrockenrasen und Wolfsmilch-Heidekrautheiden sowie Streuobstwiesen mit Furchenschwingel-Fiederzwenken-Halbtrockenrasen und Glatthaferwiesen sowie Fettwiesen und Ackerfrauenmantel-Kamillen-Gesellschaften an Ackerrändern. Relikte des früheren Kupferschieferbergbaus sind zahlreiche Halden. Hier haben sich Schwermetallrasen und Feldgehölze angesiedelt.
Im Naturschutzgebiet siedeln seltene Pilze, Farne in Erdfallwänden und Flechten auf Felskuppen. Besonders schützenswerte Arten sind Gefleckter Aronstab, Gewöhnlicher Seidelbast, Türkenbundlilie, Deutscher Fransenenzian, Diptam, zahlreiche Orchideenarten sowie Hirschzungenfarn und Erdsterne. Im Naturschutzgebiet sind zahlreiche Vögel heimisch, darunter Hohltaube, Mittelspecht, Schwarzspecht und Weidenmeise, die in den Wäldern ihren Lebensraum finden, Wendehals und Neuntöter als Vertreter der halboffenen Landschaften und Wasseramsel, Eisvogel und Gebirgsstelze im Gewässerbereich. In den Flüssen und Bächen sind Bachforelle und Groppe heimisch. Amphibien sind z. B. durch Feuersalamander, Laubfrosch und verschiedene Molcharten, Reptilien durch Kreuzotter, Blindschleiche, Ringel- und Glattnatter vertreten. Die Baumhöhlen der Wälder bieten verschiedenen Fledermausarten einen Lebensraum, darunter Braunes Langohr und Fransenfledermaus. Weitere Fledermausarten finden in den Karsthöhlen geeigneten Lebensraum. Das Naturschutzgebiet ist auch Lebensraum für Baummarder, Dachs, Wildkatze und Siebenschläfer sowie verschiedene Heuschrecken und Schmetterlinge.
Ein 12 Hektar großer Bereich im Westen des Naturschutzgebietes ist als Naturwaldzelle Uftrunger Seeberge ausgewiesen und seiner natürlichen Entwicklung überlassen.
Südöstlich von Hainrode quert die Kreisstraße 2306 das Naturschutzgebiet. Durch das Naturschutzgebiet verläuft eine Teilstrecke des Karstwanderwegs Südharz.